# Ceriporia dentipora
Ceriporia dentipora är en svampart som beskrevs av Ryvarden 2010. Ceriporia dentipora ingår i släktet Ceriporia och familjen Phanerochaetaceae.   Inga underarter finns listade i Catalogue of Life.